# Yahya Abdul-Mateen II
Yahya Abdul-Mateen II (New Orleans, 1986. július 15. –)
Primetime Emmy-díjas amerikai színész.

## Fiatalkora és tanulmányai
Abdul-Mateen a louisianai New Orleansban született Yahya Abdul-Mateen I (2007-ben meghalt), és Mary gyermekeként. Hat gyermek közül ő a legfiatalabb. Gyermekkorát a New Orleans-i Magnolia Projectsben töltötte, majd a kaliforniai Oaklandbe költözött, ahol a McClymonds Középiskolába járt. A McClymondsban rövidtávfutó volt (a későbbi NFL-bajnok Marshawn Lynchcsel is versenyzett), saját bevallása szerint geek, aki szerette a sakkot. Ő volt a bálkirály is.
A Berkeley-i Kaliforniai Egyetemen töltött évei alatt, ahol az Alpha Phi Alpha tagja lett és a California Golden Bears gátfutójaként versenyzett, egy csapattársa javasolta neki, hogy vegyen részt színházi órákon; ezek az órák segítettek neki leküzdeni a dadogását. Építészmérnöki diplomát szerzett, majd várostervezőként dolgozott San Franciscóban. Miután elbocsátották állásából, kihasználta a lehetőséget, hogy jelentkezzen a New York University Tisch School of the Arts, a Harvard Graduate School of Arts and Sciences és a Yale School of Drama színművészeti iskolákba, ahová felvették őt; a Yale-en szerzett Master of Fine Arts végzettséget, és színpadi színészként dolgozott.

## Magánélete
New Yorkban él. Apja 2007-ben bekövetkezett halála után Abdul-Mateen elkezdte kutatni a családja történetét, és kijelentette; „apám azzal a vágyakozással nőtt fel és hunyt el, hogy megtudja, honnan származik az apja.”

## Filmográfia

### Film
| Év   | Magyar cím                        | Eredeti cím                  | Szerep                    | Magyar hang |
| ---- | --------------------------------- | ---------------------------- | ------------------------- | ----------- |
| 2012 |                                   | Crescendo (rövidfilm)        | Yahya                     |             |
| 2017 | Sidney Hall eltűnése              | The Vanishing of Sidney Hall | Duane Jones               | Kálid Artúr |
| 2017 | Baywatch                          | Baywatch                     | Garner Ellerbee őrmester  | Pál Tamás   |
| 2017 | A legnagyobb showman              | The Greatest Showman         | W.D. Wheeler              | Varga Gábor |
| 2018 |                                   | First Match                  | Darrel                    |             |
| 2018 | Családi szívás                    | Boundaries                   | Serge                     | Varga Gábor |
| 2018 | Aquaman                           | Aquaman                      | David Kane / Fekete Manta | Orosz Ákos  |
| 2019 | Mi                                | Us                           | Russel Thomas / Weyland   | Varga Rókus |
| 2019 |                                   | Sweetness in the Belly       | Aziz                      |             |
| 2020 | Letöltendő élet                   | All Day and a Night          | Big Stunna                |             |
| 2020 | A chicagói 7-ek tárgyalása        | The Trial of the Chicago 7   | Bobby Seale               |             |
| 2021 | Kampókéz                          | Candyman                     | Anthony McCoy             | Pál Tamás   |
| 2021 | Mátrix: Feltámadások              | The Matrix Resurrections     | Morpheus                  | Pál András  |
| 2022 | Rohammentő                        | Ambulance                    | Will Sharp                | Papp Dániel |
| 2023 | Aquaman és az elveszett királyság | Aquaman and the Lost Kingdom | David Kane / Fekete Manta | Orosz Ákos  |

### Televízió
| Év        | Magyar cím            | Eredeti cím         | Szerep                       | Megjegyzés                          |
| --------- | --------------------- | ------------------- | ---------------------------- | ----------------------------------- |
| 2016–2017 |                       | The Get Down        | Clarence „Cadillac” Caldwell | 11 epizód                           |
| 2018      | A szolgálólány meséje | The Handmaid's Tale | Omar                         | Epizód: "Baggage"                   |
| 2019      | Fekete tükör          | Black Mirror        | Karl                         | Epizód: "Striking Vipers"           |
| 2019      | Watchmen              | Watchmen            | Cal Abar                     | 8 epizód magyar hangja: Varga Rókus |

## Fordítás
- Ez a szócikk részben vagy egészben  a   Yahya Abdul-Mateen II című angol Wikipédia-szócikk fordításán alapul.  Az eredeti cikk szerkesztőit annak laptörténete sorolja fel. Ez a jelzés csupán a megfogalmazás eredetét és a szerzői jogokat jelzi, nem szolgál a cikkben szereplő információk forrásmegjelöléseként.